# Harrison Allen

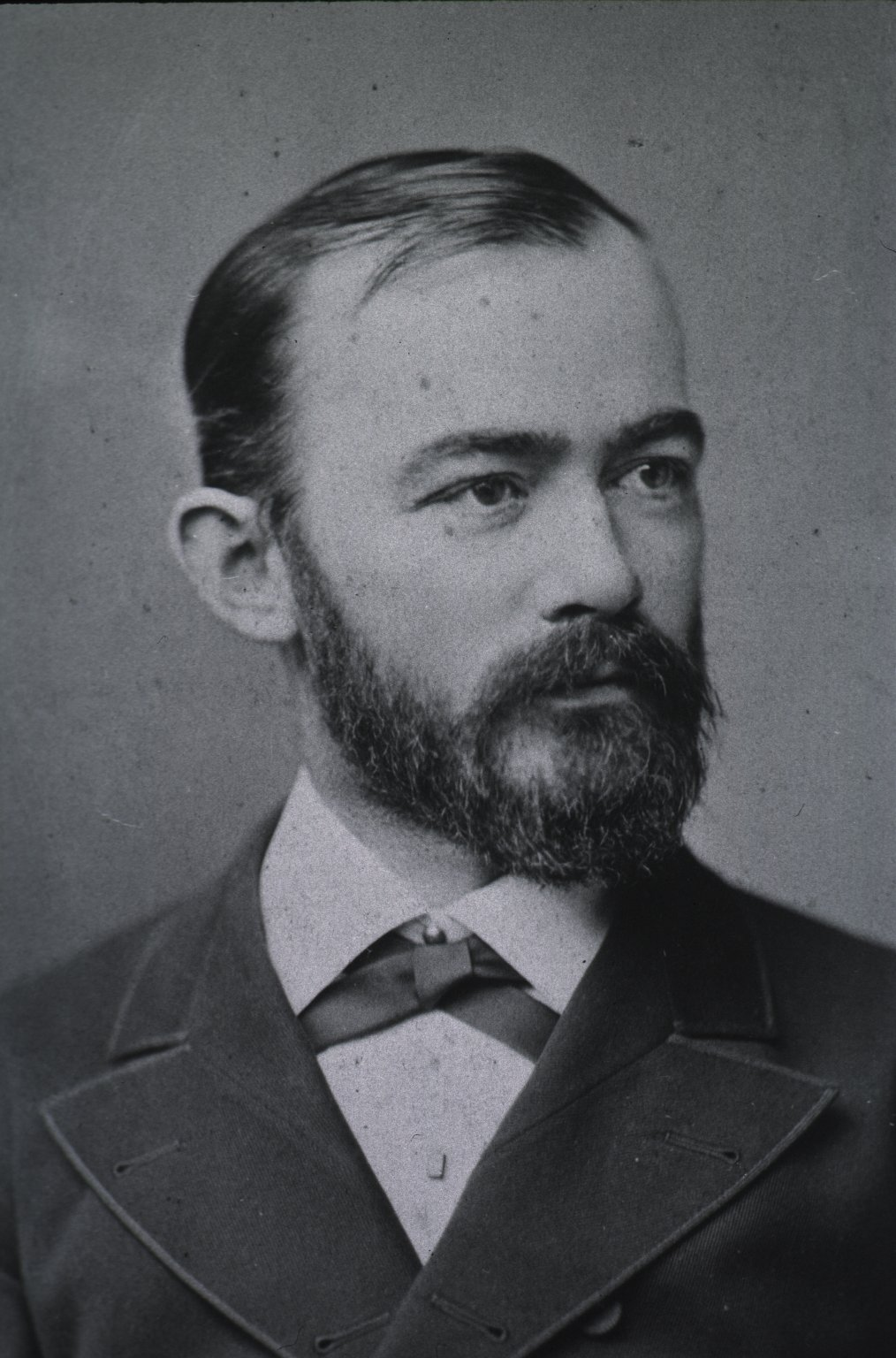
Harrison Allen (1841–1897)

Harrison Allen (* 17. April 1841 in Philadelphia; † 14. November 1897 ebenda) war ein US-amerikanischer Mediziner und Anatom. Er gehörte zu den Pionierforschern der Paläopathologie im pazifischen Raum.

## Leben
Bereits als Kind zeigte Allen ein reges Interesse an Naturkunde und Wissenschaften. Obwohl nicht aus wohlhabender Familie stammend, absolvierte er ein Allgemein- und Zahnmedizinstudium an der University of Pennsylvania, das er 1861 erfolgreich abschloss. Während des Studiums lernte er Joseph Leidy (1823–1891) kennen, einen bekannten Paläontologen, Anatom, Anthropologen sowie Schüler und Nachfolger von Samuel Morton (1799–1851). Von 1862 bis zum Ende des Bürgerkrieges im Jahr 1865 diente Allen als Arzt und Chirurg bei der United States Army in Washington, D.C. 1869 heiratete er Julia A. Colton, mit der er einen Sohn und eine Tochter hatte. Nach dem Ausscheiden aus der Armee ging Allen zur University of Pennsylvania, wo er bis 1895 als Professor für Zoologie, Vergleichende Anatomie und Physiologie tätig war. Ferner wurde er 1893 der erste Kurator im Wistar Institute der University of Pennsylvania. Allen veröffentlichte zahlreiche Monographien, wissenschaftliche Artikel und Bücher, darunter Outlines of Comparative Anatomy and Medical Zoölogy (1867), Studies in the Facial Region (1874), An Analysis of the Life Form in Art (1875), System of Human Anatomy (1880) und A Study of Hawaiian Skulls. Dieses Werk, das 1898 posthum veröffentlicht wurde, ist eine Studie über 65 Schädel, die in hawaiischen Höhlen und an Küstenstellen entdeckt wurden und sich in den Sammlungen der Academy of Natural Sciences in Philadelphia, der Princeton University und der Harvard University befinden. Diese Schädel zählen zu den frühesten menschlichen Skelettüberresten der Hawaii-Inseln. Allens paläopathologische Beobachtungen waren sehr detailliert und umfangreich. Sie umfassen Beschreibungen und ausgewählte Strichzeichnungen von Osteoporose, von Osteitis (Knocheneiterung), von der Hyperostose des Kiefergelenkköpfchens, von Oberkiefer- und Zahnschmelzschäden und von Zahnanomalien. Mittels Betrachtung der Schädeleigenschaften und Abmessungen verglich Allen die Höhlenschädel mit den Küstenschädeln, wobei er erstere den Adeligen und letztere den gewöhnlichen Bürgern zuwies. Ferner fand er Unterscheide in beiden Datensätzen. Allen war hauptsächlich daran interessiert, inwieweit eine bestimmte Erkrankung die Schädelmorphologie betrifft, anstatt an der Krankheit selbst. Neben seiner anatomischen Forschung beschrieb Allen mehrere neue Fledermausarten.
1867 wurde er zum Mitglied der American Philosophical Society gewählt.
Allen starb im Alter von 56 Jahren an Herzversagen.